# Frangepán János (bán)
Frangepán János (14. század vége  – 1436. november 20.) horvát főnemes, Veglia, Zengg és Modrus grófja, 1433 és 1436 között horvát-dalmát bán.

## Családja
Frangepán IV. Miklós vegliai, zenggi és modrusi grófnak és első feleségének, Garai Dorottyának, Garai Miklós nádor nővérének első szülött fia. Tíz testvére közül kilenc fiú volt, V. Miklós (?-1456), III. István (?-1484), György (csak 1416-ban említik), IX. Bertalan (?-1458), Zsigmond (?-1465), IV. Márton (1415-1479), IV. Dujam (1416-1487), I. András (1434-1439), VII. János (1424-1486), akik a család ozalyi, terszati és szluini ágának alapítói voltak. Az egyetlen lányt, Katalint csak 1416-ban említik, amikor Nelipić Iván legidősebb fiával jegyezték el. János a cetinai ág alapítója volt. 1410-ben eljegyezték vele Katalint, Nelipić Iván cetinai knyáz lányát, akitől fia, Frangepán György cetinai gróf született.

## Élete
Születésének időpontja nem ismert, de 1412-ben már felnőtt emberként említik.  Az első forrás vele kapcsolatban, hogy 1410-ben eljegyezték vele Katalint, Nelipić Iván cetinai knyáz lányát. Nelipić, akinek nem volt fiú örököse 1411-ben örökbe fogadta leendő vejét, aki a hozomány útján megszerezte a Nelipčić család összes birtokát. Ezt Zsigmond király 1412. november 28-án brinjei tartózkodásakor megerősítette.  János 1416-ban vette feleségül Katalint, ezzel a Frangepánok Horvátország leghatalmasabb nemesi családjává váltak. 1424 nyarán az akkor zenggi knyáz címet viselő János a budai udvarba érkezett, ahol VII. Erik dán király közvetítésével kibékült Cillei Frigyessel, akit felesége, Frangepán Erzsébet meggyilkolásával vádoltak. 1426 augusztusában Milánó utolsó hercegének, Filippo Maria Viscontinak az udvarában tartózkodott, majd onnan Dániába ment VII. Erik királyhoz, aki Jánost lovaggá ütötte, hűbérbirtokot adományozott neki, és két királyi vár (Köspingshus és Stegeborg), valamint a svéd királyi udvar kormányzójává nevezte ki. János még apja halálakor 1432. június végén is a dán király szolgálatában állt.
A svédeknek a dán király uralma elleni 1433-34-es felkelése során János elvesztette a rábízott városokat, és visszatért hazájába. Hazatérése után átvette a horvát bán tisztét, amelyen testvérével, III. Istvánnal osztozott, amit Zsigmond király 1434. január 16-án Bázelben kiadott oklevele is megerősített. Ettől fogva a hivatalos iratokban horvát-dalmát bánnak nevezik. Zengget, Modrust és Bihácsot öccsére, Istvánra hagyta, ő maga pedig gyakrabban tartózkodott Klisszában, Omišban és Sinjben. 1435 második felében János kapcsolata Zsigmond királlyal megromlott, mivel a király azt kérte tőle, hogy engedje át neki a Nelipićek örökségét. Miután János bán ebbe nem volt hajlandó beleegyezni, a király 1436-ban törvényen kívülinek nyilvánította, megfosztotta a bán tiszteletétől, amelyet Tallóci Matkónak adott, és háborút indított ellene. János azonban mindezt nem fogadta el, és továbbra is Horvátország és Dalmácia bánjaként, valamint Veglia, Modrus, Cetina és Klissza grófjaként írta alá okleveleit. 1436. október végén Klisszában tartózkodott, és velencei közvetítéssel próbált kibékülni Zsigmond királlyal, de erre már nem volt ideje, mert nem sokkal ezután meghalt.  Valószínűleg fogságban halt meg, mert sírköve Magyarország található.
Frangepán János törött sírkövét ma Magyarországon, két helyen őrzik. Az egyik töredék
Magyar Nemzeti Múzeumban van Budapesten, a másik pedig a sárospataki plébániatemplomban (a Rákóczi Múzeum tulajdonában).
A sírkőtábla szélén latin nyelvű felirat olvasható:
„Hic est sepult (us) magnific (us) d (omi) n (u) s Iohan (n) es groph de
Frangepanibus, Segnie, Veglie, Modrusseq (ue) comes qui obiit XX.
die mensis novembris anno domini MCCCCXXXVI. Requiescat in pace.”
Magyar fordításban: „Itt nyugszik nagyságos Frangepán János úr, Zengg, Veglia és Modrus grófja, aki meghalt 1436. november 20-án. Nyugodjon békében.”